# Geralinura
Genre
Geralinura est un  genre fossile d'uropyges.

## Distribution
Les espèces de ce genre ont été découvertes en Angleterre et en Illinois. Elles datent du Carbonifère.

## Liste des espèces
Selon Whip scorpions of the World (version 1.0) :
- † Geralinura britannica (Pocock, 1911)
- † Geralinura carbonaria Scudder, 1884

## Publication originale
- Scudder, 1884 : A contribution to our knowledge of Palaeozoic Arachnida. Proceedings of the American Academy of Arts and Science, vol. 20, p. 15–22 (en).